# Łukasz Wilczek (hokeista)
Łukasz Wilczek (ur. 16 marca 1982 w Nowym Targu) – polski hokeista, reprezentant Polski.

## Kariera
- SMS I Sosnowiec (2000–2001)
- Podhale Nowy Targ (2001–2008)
- Zagłębie Sosnowiec (2008–2009)
- Naprzód Janów (2009–2010)
- Podhale Nowy Targ (2010–2010)
  -  MMKS Nowy Targ (2010)
- Unia Oświęcim (2010)
- Cracovia (2010–2012)

Absolwent NLO SMS PZHL Sosnowiec z 2001. Do 2012 roku występujący w Cracovii.
W reprezentacji Polski rozegrał 10 spotkań.

## Sukcesy
- Mistrzostwo Polski (2 razy): 2007 z Podhalem Nowy Targ i 2011 z Cracovią
- Mistrzostwo Interligi: 2004 z Podhalem Nowy Targ
- Puchar Polski (2 razy): 2004 i 2005 z Podhalem Nowy Targ